# Barbus cyclolepis
Barbus cyclolepis је зракоперка из реда Cypriniformes.

## Угроженост
Ова врста је наведена као последња брига, јер има широко распрострањење и честа је врста.

## Распрострањење
Ареал врсте је ограничен на мањи број држава. 
Врста је присутна у следећим државама: Грчка, Турска и Бугарска.

## Станиште
Станишта врсте су речни екосистеми и слатководна подручја.